# Белжице
Белжице (пол. Bełżyce) — город в Польше, входит в Люблинское воеводство, Люблинский повет. Имеет статус городско-сельской гмины. Занимает площадь 23,46 км². Население — 7090 человек (на 2005 год).

## Персоналии
- Бартоще, Яцек

## Фотографии

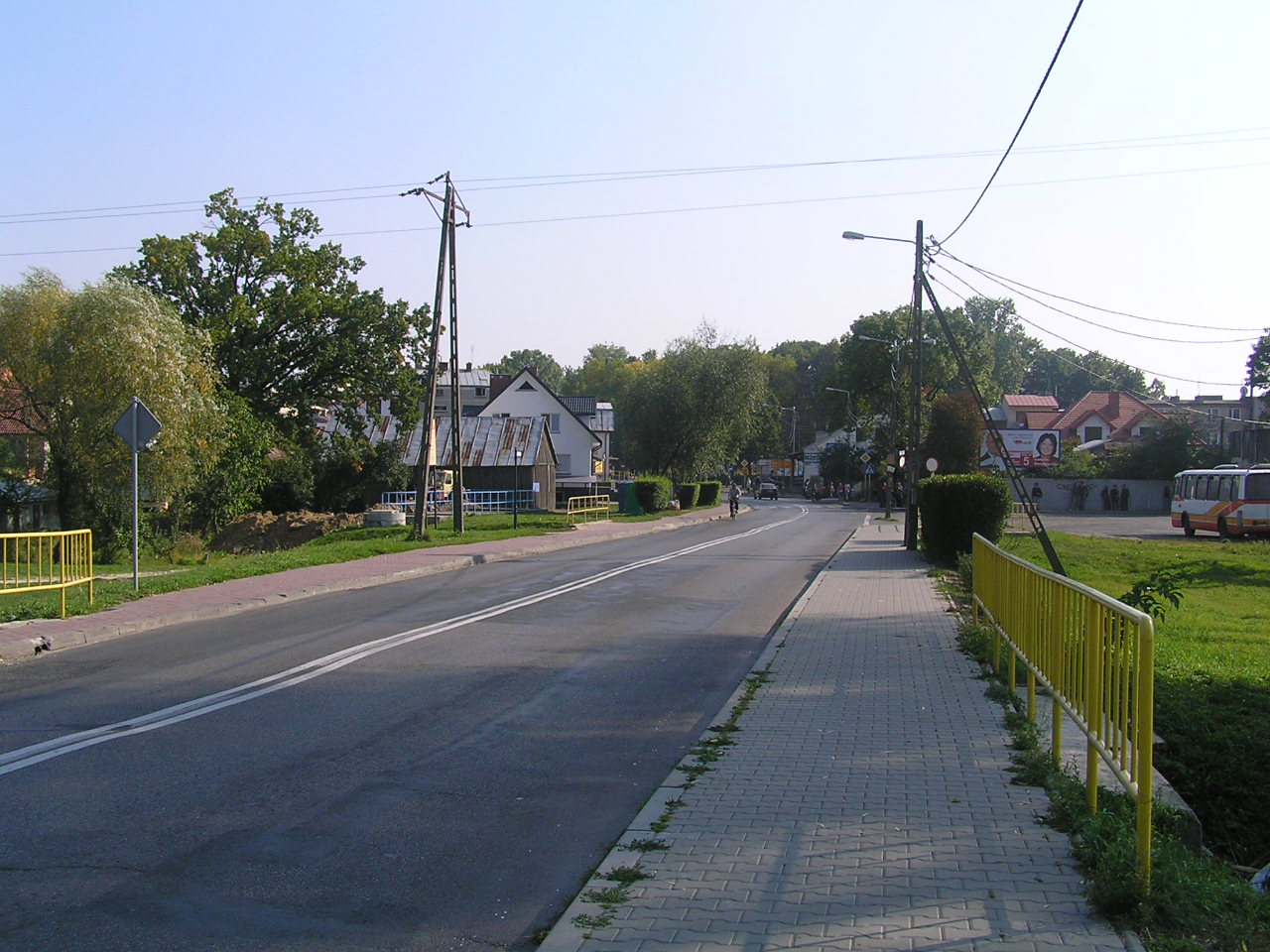
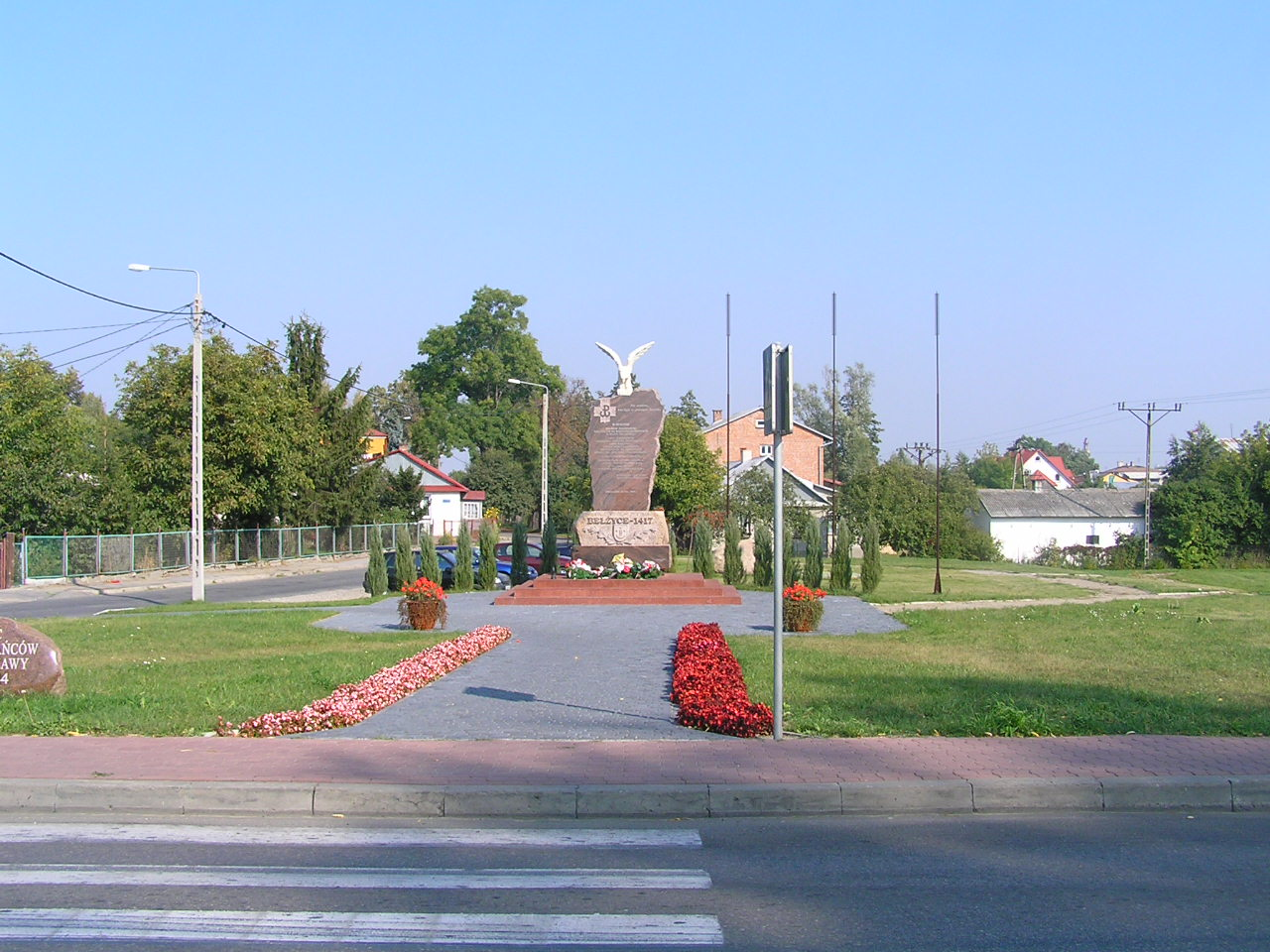
Памятник
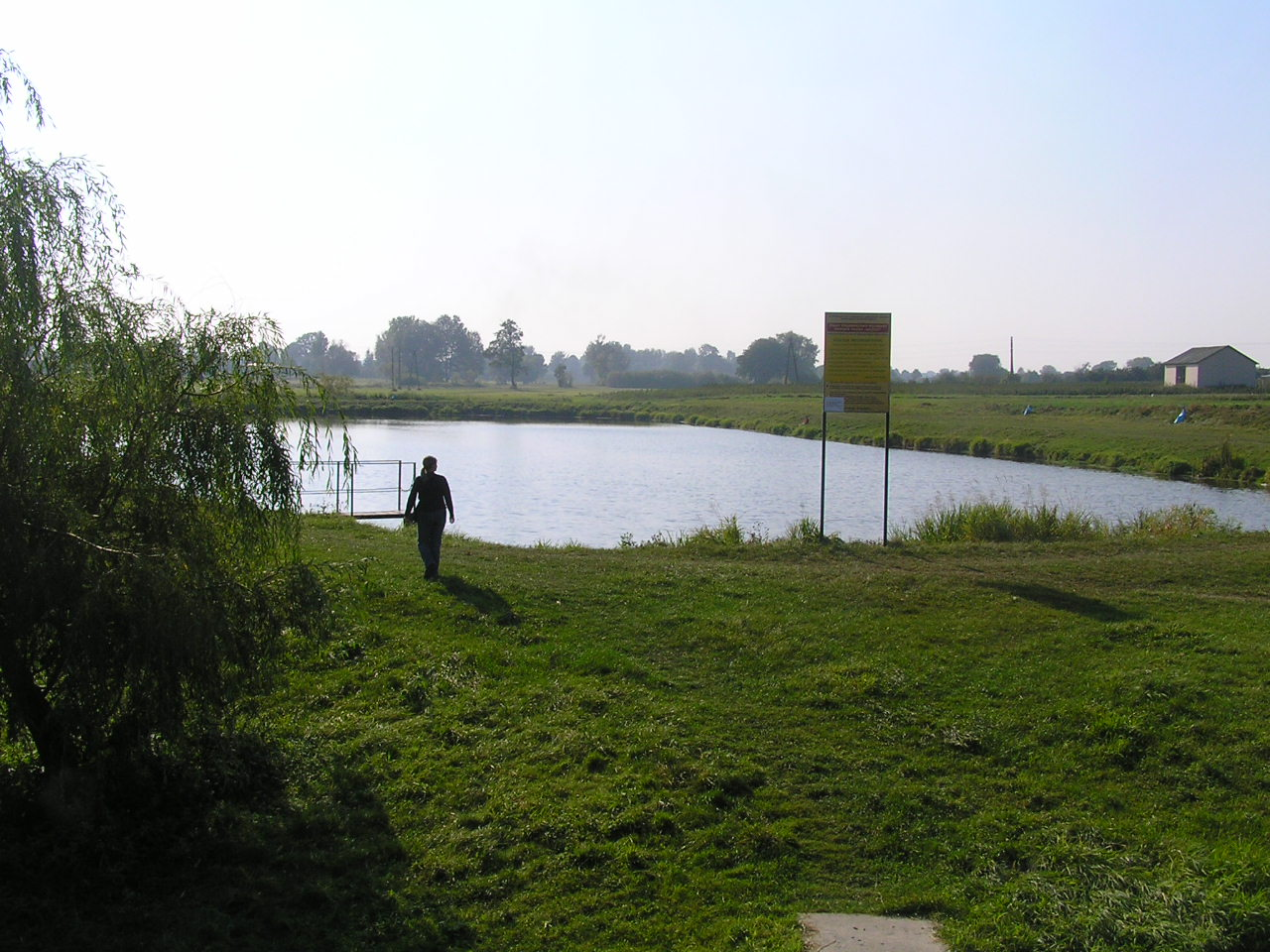
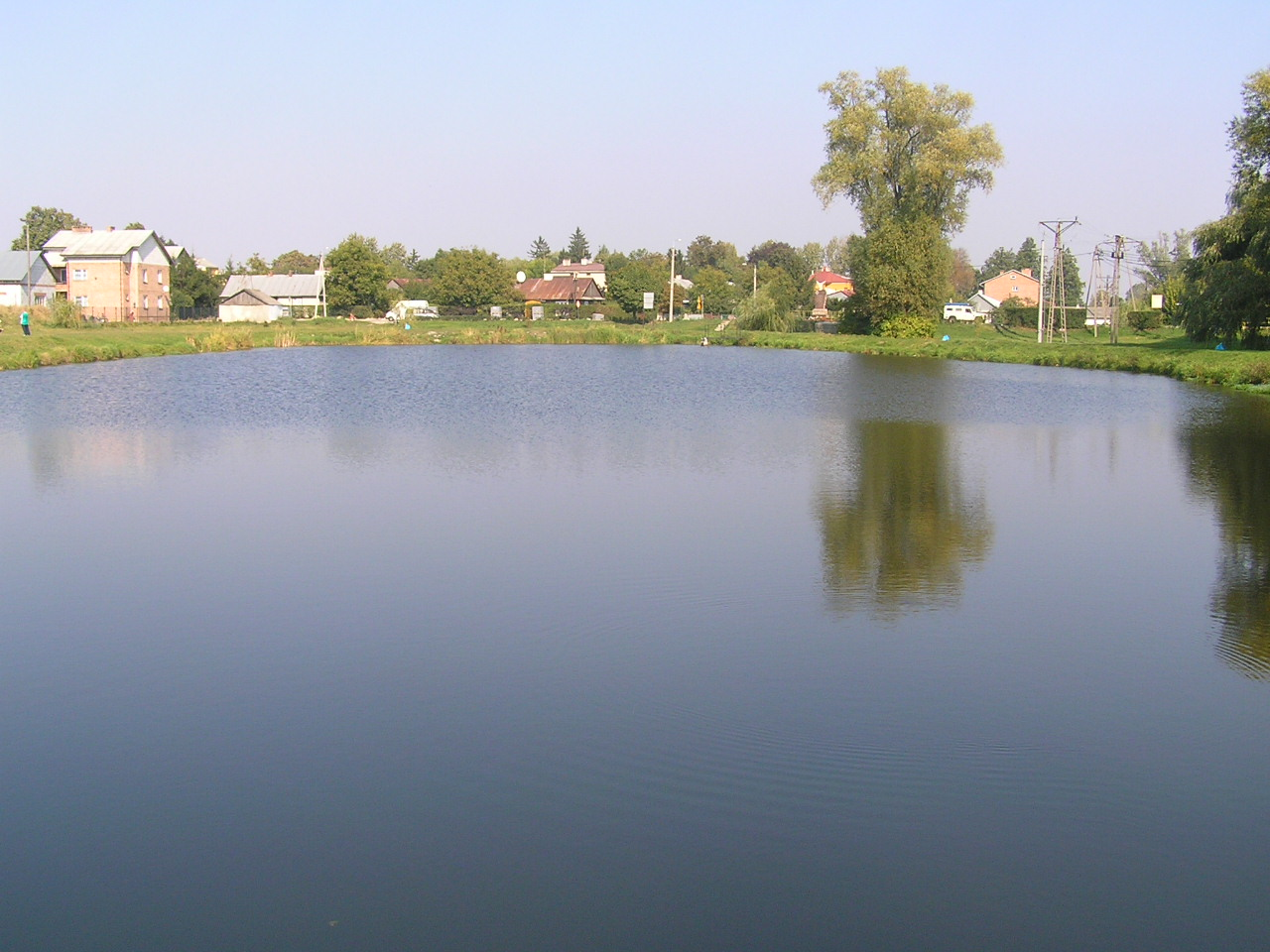